# Palácio dos Almadas

O Palácio dos Almadas ou antes Palácio Almada-Carvalhais (Provedores da Casa da Índia), para não fazer confusão com o Palácio Almada dos Condes de Almada, na mesma cidade mas noutro local, é um palácio localizado no Largo do Conde Barão, na freguesia da Misericórdia, em Lisboa.
Está classificado como monumento nacional desde 1920.
Foi construído em meados do século XVI por D. Rodrigo ou Rui Fernandes de Almada, cônsul de Portugal na Flandres, durante o  reinado de D. Manuel. O edifício possui uma planta de forma rectangular e as fachadas apresentam três pisos. Os 2 últimos pisos possuem janelas de sacada que deitariam sobre o rio. Para aceder ao interior passa-se por uma porta monumental que comunica com um túnel coberto por abóbada de arestas sobre pilastras. Existe um recinto interior que é elevado, acessível através de dois lances de escadas. O piso térreo possui elementos renascentistas. 
No acesso aos pisos superiores podem observar-se vários vestígios de pintura mural da segunda metade do século XVIII. Os pisos superiores foram alterados por várias intervenções, as mais importantes pertencentes ao período barroco. O edifício sofreu algumas alterações após o terramoto de 1755.
A partir de finais do século XIX o monumento começa a degradar-se. O antigo jardim era acedido por uma rampa e por uma passagem forrada com azulejos do século XVI, foi transformado em garagem. Um dos pisos é sede do Atlético Casa Pia
A Biblioteca-Museu Luz Soriano funcionou no local, de 1939 a 2005.